# The Singles 1999–2006
The Singles 1999–2006 és un box set de senzills realitzat pel grup de música anglès Coldplay. La compilació incloïa catorze senzills de la banda que provenien dels tres primers àlbums publicats fins al moment, des de Parachutes a X&Y.

## Llista de cançons
1. The Blue Room (EP)
  - "Bigger Stronger" / "Don't Panic" (B1) / "See You Soon" (B2)
  - "High Speed" / "Such a Rush"
2. "Shiver" / "For You" (B1) / "Careful Where You Stand" (B2)
3. "Yellow" / "Help Is Round the Corner"
4. "Trouble" / "Brothers & Sisters"
5. "Don't Panic" / "You Only Live Twice" (Directe de Noruega)
6. "In My Place" / "One I Love"
7. "The Scientist" / "1.36" (B1) / "I Ran Away" (B2)
8. "Clocks" / "Crests of Waves"
9. "God Put a Smile upon Your Face" / "Murder"
10. "Speed of Sound" / "Things I Don't Understand"
11. "Fix You" / "The World Turned Upside Down"
12. "Talk" / "Gravity"
13. "What If" (Tom Lord Alge mix) / "How You See the World" (Directe al Earls Court)
14. "The Hardest Part" / "Pour Me" (Directe al Hollywood Bowl)